# Creve Coeur (Missouri)
Creve Coeur is een plaats (city) in de Amerikaanse staat Missouri, en valt bestuurlijk gezien onder St. Louis County.

## Demografie
Bij de volkstelling in 2000 werd het aantal inwoners vastgesteld op 16.500.
In 2006 is het aantal inwoners door het United States Census Bureau geschat op 16.997, een stijging van 497 (3,0%).

## Geografie
Volgens het United States Census Bureau beslaat de plaats een oppervlakte van
26,2 km², geheel bestaande uit land. Creve Coeur ligt op ongeveer 187 m boven zeeniveau.

## Plaatsen in de nabije omgeving
De onderstaande figuur toont nabijgelegen plaatsen in een straal van 8 km rond Creve Coeur.

## Geboren
- Robert Behnken (1970), astronaut